# Tusindfødt - digteren Pia Tafdrup
Tusindfødt - digteren Pia Tafdrup er en portrætfilm fra 2003 skrevet og instrueret af Cæcilia Holbek Trier.

## Handling
»Tusindfødt« er en intens og undersøgende beretning om en digters væsen og det univers, hvori digtningen bliver til. Pia Tafdrup (f. 1952) fortæller om den kunstneriske skabelsesproces, som hun selv har oplevet og erfaret den. Hun læser op af sine digte og indvier os i sin erkendelse om digtning og det digteriske håndværk; en til tider altopædende kunstnerisk proces. I filmen indgår en række smalfilmsoptagelser fra opvæksten i hjemmet i Nordsjælland. Et hjem, der ikke lagde op til Pia Tafdrups nuværende litterære position. Og måske alligevel. Siden debuten i 1981 har hun udgivet en lang række digtsamlinger og prosastykker, i 1999 modtog hun Nordisk Råds Store Litteraturpris. Indgår på dvd i antologien »Litteraturens film 2«.